# Liga Campionilor 2018-2019
Sezonul 2018-2019 al Ligii Campionilor UEFA a fost cea de-a 64-a ediție a celei mai importante competiții de fotbal intercluburi din Europa, și al 27-lea sezon de la redenumirea competiției din Cupa Campionilor Europeni în Liga Campionilor UEFA. Pentru prima dată, sistemul de arbitraj video (VAR) a fost utilizat în competiție începând cu optimile de finală.
Finala s-a jucat pe stadionul Metropolitano din Madrid, Spania, între Tottenham Hotspur și Liverpool, în a doua finală exclusiv engleză după ce Manchester United a învins-o pe Chelsea în 2008. Liverpool a câștigat meciul cu 2-0 și și-a adjudecat a șasea Cupă Europeană - devenind a treia echipă din istorie care reușește acest lucru, după Real Madrid în 1966 și Milan în 2003. Victoria i-a oferit lui Liverpool calificarea automată pentru faza grupelor Ligii Campionilor 2019-2020 și dreptul de a juca în Supercupa Europei 2019 și Campionatul Mondial de Fotbal al Cluburilor 2019, pe care le-a câștigat în cele din urmă. Până la finala UEFA Europa League 2019, în care au ajuns și Chelsea și Arsenal, acesta a fost primul sezon cu multiple finale ale principalelor competiții europene de cluburi cu echipe dintr-o singură națiune.
Campioana în exercițiu Real Madrid, care câștigase patru din ultimele cinci ediții, inclusiv fiecare din ultimele trei, a fost eliminată de Ajax în optimi. Deși Ajax a fost eliminată în semifinale, aceasta jucase mai multe meciuri decât orice altă echipă din turneu datorită intrării în competiție începând cu turul doi de calificare.

## Modificări ale formatului
Pe 9 decembrie 2016, UEFA a confirmat planul de reformare a Ligii Campionilor UEFA pentru ciclul 2018-2021, care a fost anunțat la 26 august 2016. Conform noilor reglementări, câștigătoarea UEFA Europa League din sezonul precedent se va califica automat în faza grupelor Ligii Campionilor UEFA (anterior se califica în runda play-off, dar era promovată în faza grupelor doar dacă se elibera locul ocupat de de deținătoarea titlului Ligii Campionilor, deși această promovare în faza grupelor se făcuse în toate cele trei sezoane de când a fost instituită din 2015-2016). Pe de altă parte, primele patru echipe din campionatele celor mai bine clasate patru asociații naționale în lista coeficienților de țară UEFA se vor califica automat în faza grupelor. Doar șase echipe se vor califica în faza grupelor prin intermediul tururilor de calificare, față de zece în sezonul precedent.
Acesta a fost, de asemenea, primul an în care a existat o rundă preliminară, în care reprezentanții celor patru asociații naționale clasate pe ultimele locuri în coeficienții de țară UEFA au disputat semifinale și o finală pentru a determina echipa finală care să intre în primul tur de calificare.

## Locurile alocate pentru fiecare asociație
Un total de 79 de echipe din 54 din cele 55 de asociații membre UEFA (fără Liechtenstein,[Notă LIE] care nu organizează o ligă internă) au participat în Liga Campionilor 2018–2019. Clasamentul asociațiilor bazat pe Coeficienții țării UEFA a fost utilizat pentru a determina numărul de echipe participante pentru fiecare asociație:
- Asociațiile 1-4 au avut câte patru echipe calificate.
- Asociațiile 5-6 au avut câte trei echipe calificate.
- Asociațiile 7-15 au avut câte două echipe calificate.
- Asociațiile 16–55 (cu excepția Liechtenstein)[Notă LIE] au avut câte o echipă calificată.
- Câștigătoarele Ligii Campionilor 2017-2018 și UEFA Europa League 2017-2018 au primit fiecare un loc automat în faza grupelor în cazul în care nu se calificau prin intermediul ligii interne.
  - Câștigătoarea Ligii Campionilor 2017-2018, Real Madrid, s-a calificat prin intermediul campionatului ei intern, ceea ce înseamnă că nu a fost necesar locul suplimentar destinat deținătoarei titlului Ligii Campionilor.
  - Câștigătoarea UEFA Europa League 2017-2018, Atlético Madrid, s-a calificat prin intermediul campionatului ei intern, ceea ce înseamnă că nu a fost necesar locul suplimentar destinat deținătoarei titlului Europa League.

### Clasamentul asociațiilor
Pentru ediția 2018-2019 a Ligii Campionilor UEFA, asociațiilor li s-au alocat locurile potrivit coeficienților UEFA ai fiecărei țări din 2017, care se bazează pe performanțele lor în competițiile europene între sezoanele 2012-13 și 2016-17.
În afară de alocarea pe baza coeficienților de țară, asociațiile pot avea echipe suplimentare care participă în Liga Campionilor, după cum se menționează mai jos:
- (C) – Loc suplimentar pentru deținătoarea titlului Ligii Campionilor UEFA
- (EL) – Loc suplimentar pentru deținătoarea titlului UEFA Europa League

| Poziție | Asociație     | Coef.   | Echipe |
| ------- | ------------- | ------- | ------ |
| 1       | Spania        | 104,998 | 4      |
| 2       | Germania      | 79,498  | 4      |
| 3       | Anglia        | 75,962  | 4      |
| 4       | Italia        | 73,332  | 4      |
| 5       | Franța        | 56,665  | 3      |
| 6       | Rusia         | 50,532  | 3      |
| 7       | Portugalia    | 49,332  | 2      |
| 8       | Ucraina       | 42,633  | 2      |
| 9       | Belgia        | 42,400  | 2      |
| 10      | Turcia        | 39,200  | 2      |
| 11      | Cehia         | 33,175  | 2      |
| 12      | Elveția       | 32,075  | 2      |
| 13      | Țările de Jos | 31,063  | 2      |
| 14      | Grecia        | 27,900  | 2      |
| 15      | Austria       | 25,350  | 2      |
| 16      | Croația       | 25,250  | 1      |
| 17      | România       | 24,350  | 1      |
| 18      | Danemarca     | 24,000  | 1      |
| 19      | Belarus       | 19,875  | 1      |

| Poziție | Asociație         | Coef.  | Echipe |
| ------- | ----------------- | ------ | ------ |
| 20      | Polonia           | 19,750 | 1      |
| 21      | Suedia            | 19,725 | 1      |
| 22      | Israel            | 19,375 | 1      |
| 23      | Scoția            | 18,925 | 1      |
| 24      | Cipru             | 18,550 | 1      |
| 25      | Norvegia          | 18,325 | 1      |
| 26      | Azerbaidjan       | 17,750 | 1      |
| 27      | Bulgaria          | 15,875 | 1      |
| 28      | Serbia            | 15,375 | 1      |
| 29      | Kazahstan         | 15,250 | 1      |
| 30      | Slovenia          | 13,125 | 1      |
| 31      | Slovacia          | 11,750 | 1      |
| 32      | Liechtenstein     | 11,000 | 0      |
| 33      | Ungaria           | 9,500  | 1      |
| 34      | Republica Moldova | 9,500  | 1      |
| 35      | Islanda           | 8,375  | 1      |
| 36      | Finlanda          | 7,650  | 1      |
| 37      | Albania           | 6,625  | 1      |

| Poziție | Asociație             | Coef. | Echipe |
| ------- | --------------------- | ----- | ------ |
| 38      | Republica Irlanda     | 6,575 | 1      |
| 39      | Bosnia și Herțegovina | 6,500 | 1      |
| 40      | Georgia               | 6,375 | 1      |
| 41      | Letonia               | 6,125 | 1      |
| 42      | Macedonia             | 5,625 | 1      |
| 43      | Estonia               | 5,250 | 1      |
| 44      | Muntenegru            | 5,250 | 1      |
| 45      | Armenia               | 5,125 | 1      |
| 46      | Luxemburg             | 4,875 | 1      |
| 47      | Irlanda de Nord       | 4,500 | 1      |
| 48      | Lituania              | 4,125 | 1      |
| 49      | Malta                 | 4,000 | 1      |
| 50      | Țara Galilor          | 3,875 | 1      |
| 51      | Insulele Feroe        | 3,500 | 1      |
| 52      | Gibraltar             | 2,500 | 1      |
| 53      | Andorra               | 1,165 | 1      |
| 54      | San Marino            | 0,333 | 1      |
| 55      | Kosovo                | 0,000 | 1      |

Note
1. ^ Liechtenstein (LIE): Cele șapte echipe afiliate la Asociația de Fotbal a Liechtensteinului (LFV) joacă toate în sistemul elvețian de fotbal. Singura competiție organizată de LFV este Cupa Liechtensteinului, câștigătorii cărora se califică în UEFA Europa League.

## Calificări

### Runda preliminară
În runda preliminară, echipele au fost împărțite în capi de serie și non-capi de serie, pe baza coeficienților lor de club UEFA din 2018, și apoi au fost trase la sorți în semifinale cu o singură manșă și finală. Tragerea la sorți pentru runda preliminară a avut loc pe 12 iunie 2018. Semifinalele s-au jucat pe 26 iunie, iar finala pe 29 iunie 2018, toate pe stadionul Victoria din Gibraltar. Pierzătoarele au intrat în turul al doilea de calificare pentru UEFA Europa League 2018-2019.
| Echipa 1        | Scor       | Echipa 2         |
| --------------- | ---------- | ---------------- |
| FC Santa Coloma | 0–2 (d.p.) | Drita            |
| La Fiorita      | 0–2        | Lincoln Red Imps |

| Echipa 1         | Scor       | Echipa 2 |
| ---------------- | ---------- | -------- |
| Lincoln Red Imps | 1–4 (d.p.) | Drita    |

### Primul tur de calificare
Tragerea la sorți pentru primul tur de calificare a avut loc pe 19 iunie 2018. Un total de 32 de echipe au jucat în primul tur de calificare. Manșele tur s-au disputat pe 10 și 11 iulie, iar cele retur pe 17 și 18 iulie 2018. Câștigătoarele au trecut în cel de-al doilea tur de calificare, pe Ruta Campioanelor. 15 din 16 pierzătoare au fost transferate în cel de-al doilea tur de calificare al Europa League, pe Ruta Campioanelor, în timp ce una a fost transferată direct în cel de-al treilea tur de calificare al Europa League, pe Ruta Campioanelor.
| Echipa 1           | Scor gen. | Echipa 2             | Tur | Retur |
| ------------------ | --------- | -------------------- | --- | ----- |
| Torpedo Kutaisi    | 2–4       | Sheriff Tiraspol     | 2–1 | 0–3   |
| Shkëndija          | 5–4       | The New Saints       | 5–0 | 0–4   |
| Sūduva Marijampolė | 3–2       | APOEL                | 3–1 | 0–1   |
| Olimpija Ljubljana | 0–1       | Qarabağ              | 0–1 | 0–0   |
| F91 Dudelange      | 2–3       | MOL Vidi             | 1–1 | 1–2   |
| Drita              | 0–5       | Malmö FF             | 0–3 | 0–2   |
| Víkingur Gøta      | 2–5       | HJK                  | 1–2 | 1–3   |
| Ludogoreț Razgrad  | 9–0       | Crusaders            | 7–0 | 2–0   |
| Cork City          | 0–4       | Legia Varșovia       | 0–1 | 0–3   |
| Valur              | 2–3       | Rosenborg            | 1–0 | 1–3   |
| Kukësi             | 1–1       | Valletta             | 0–0 | 1–1   |
| Flora Tallinn      | 2–7       | Hapoel Be'er Sheva   | 1–4 | 1–3   |
| Spartaks Jūrmala   | 0–2       | Steaua Roșie Belgrad | 0–0 | 0–2   |
| Alașkert           | 0–6       | Celtic               | 0–3 | 0–3   |
| Spartak Trnava     | 2–1       | Zrinjski Mostar      | 1–0 | 1–1   |
| Astana             | 3–0       | Sutjeska Nikšić      | 1–0 | 2–0   |

1. ↑  Ordinea manșelor a fost inversată după tragerea la sorți inițială.
2. ↑  Pierzătoarea a fost transferată direct în cel de–al treilea tur de calificare al Europa League, pe Ruta Campioanelor.

### Al doilea tur de calificare
Tragerea la sorți pentru cel de-al doilea tur de calificare a avut loc pe 19 iunie 2018. Un total de 24 de echipe au jucat în această fază. Aceasta a fost împărțită în două rute:
- Ruta Campioanelor (20 de echipe): patru echipe care au intrat în acest tur și 16 câștigătoare ai primului tur de calificare.
- Ruta Non-campioanelor (4 echipe): patru echipe care au intrat în acest tur.

Manșele tur s-au disputat pe 24 și 25 iulie, iar cele retur pe 31 iulie și 1 august 2018. Câștigătoarele au trecut în cel de-al treilea tur de calificare, pe rutele lor respective. Pierzătoarele au fost transferate în cel de-al treilea tur de calificare al Europa League, pe rutele lor respective.
| Echipa 1             | Scor gen. | Echipa 2           | Tur | Retur |
| -------------------- | --------- | ------------------ | --- | ----- |
| Astana               | 2–1       | Midtjylland        | 2–1 | 0–0   |
| Ludogoreț Razgrad    | 0–1       | MOL Vidi           | 0–0 | 0–1   |
| Kukësi               | 0–3       | Qarabağ            | 0–0 | 0–3   |
| CFR Cluj             | 1–2       | Malmö FF           | 0–1 | 1–1   |
| Dinamo Zagreb        | 7–2       | Hapoel Be'er Sheva | 5–0 | 2–2   |
| Steaua Roșie Belgrad | 5–0       | Sūduva Marijampolė | 3–0 | 2–0   |
| BATE Borisov         | 2–1       | HJK                | 0–0 | 2–1   |
| Shkëndija            | 1–0       | Sheriff Tiraspol   | 1–0 | 0–0   |
| Legia Varșovia       | 1–2       | Spartak Trnava     | 0–2 | 1–0   |
| Celtic               | 3–1       | Rosenborg          | 3–1 | 0–0   |

| Echipa 1 | Scor gen. | Echipa 2   | Tur | Retur |
| -------- | --------- | ---------- | --- | ----- |
| PAOK     | 5–1       | Basel      | 2–1 | 3–0   |
| Ajax     | 5–1       | Sturm Graz | 2–0 | 3–1   |

### Al treilea tur de calificare
Tragerea la sorți pentru cel de-al treilea tur de calificare a avut loc pe 23 iulie 2018. Un total de 20 de echipe au jucat în această fază. Aceasta a fost împărțită în două rute:
- Ruta Campioanelor (12 echipe): două echipe care au intrat în acest tur și zece câștigătoare ai celui de-al doilea tur de calificare.
- Ruta Non-campioanelor (8 echipe): șase echipe care au intrat în acest tur și două câștigătoare ai celui de-al doilea tur de calificare.

Manșele tur s-au disputat pe 7 și 8 august, iar cele retur pe 14 august 2018. Câștigătoarele au trecut în runda play-off, pe rutele lor respective. Pierzătoarele campioane au fost transferate în runda play-off a Europa League, iar non-campioanele în faza grupelor a Europa League.
| Echipa 1             | Scor gen. | Echipa 2       | Tur | Retur      |
| -------------------- | --------- | -------------- | --- | ---------- |
| Celtic               | 2–3       | AEK Atena      | 1–1 | 1–2        |
| Red Bull Salzburg    | 4–0       | Shkëndija      | 3–0 | 1–0        |
| Steaua Roșie Belgrad | 3–2       | Spartak Trnava | 1–1 | 2–1 (d.p.) |
| Qarabağ              | 1–2       | BATE Borisov   | 0–1 | 1–1        |
| Astana               | 0–3       | Dinamo Zagreb  | 0–2 | 0–1        |
| Malmö FF             | 1–1 (a)   | MOL Vidi       | 1–1 | 0–0        |

| Echipa 1       | Scor gen. | Echipa 2        | Tur | Retur |
| -------------- | --------- | --------------- | --- | ----- |
| Standard Liège | 2–5       | Ajax            | 2–2 | 0–3   |
| Benfica        | 2–1       | Fenerbahçe      | 1–0 | 1–1   |
| Slavia Praga   | 1–3       | Dinamo Kiev     | 1–1 | 0–2   |
| PAOK           | 3–2       | Spartak Moscova | 3–2 | 0–0   |

### Runda play-off
Tragerea la sorți pentru runda play-off a avut loc pe 6 august 2018. Un total de 12 de echipe au jucat în această fază. Aceasta a fost împărțită în două rute:
- Ruta Campioanelor (8 echipe): două echipe care au intrat în această rundă și șase câștigătoare ai celui de-al treilea tur de calificare (Ruta Campioanelor).
- Ruta Non-campioanelor (4 echipe): patru câștigătoare ai celui de-al treilea tur de calificare (Ruta Non-campioanelor).

Manșele tur s-au disputat pe 21 și 22 august, iar cele retur pe 28 și 29 august 2018. Câștigătoarele meciurilor au avansat în faza grupelor. Pierzătoarele au fost transferate în faza grupelor a Europa League.
| Echipa 1             | Scor gen. | Echipa 2          | Tur | Retur |
| -------------------- | --------- | ----------------- | --- | ----- |
| Steaua Roșie Belgrad | 2–2 (a)   | Red Bull Salzburg | 0–0 | 2–2   |
| BATE Borisov         | 2–6       | PSV Eindhoven     | 2–3 | 0–3   |
| Young Boys           | 3–2       | Dinamo Zagreb     | 1–1 | 2–1   |
| MOL Vidi             | 2–3       | AEK Atena         | 1–2 | 1–1   |

| Echipa 1 | Scor gen. | Echipa 2    | Tur | Retur |
| -------- | --------- | ----------- | --- | ----- |
| Benfica  | 5–2       | PAOK        | 1–1 | 4–1   |
| Ajax     | 3–1       | Dinamo Kiev | 3–1 | 0–0   |

## Faza grupelor
Tragerea la sorți pentru faza grupelor a avut loc la 30 august 2018 la Grimaldi Forum din Monaco. Cele 32 de echipe au fost repartizate în opt grupe de câte patru, cu restricția ca echipele din aceeași asociație să nu poată fi repartizate între ele. Pentru tragerea la sorți, echipele au fost plasate în patru urne pe baza următoarelor principii (introduse începând cu acest sezon):
- Urna 1 conține deținătoarea titlurilor Ligii Campionilor și Europa League, precum și campioanele primelor șase asociații pe baza coeficienților de țară UEFA 2017. În cazul în care una sau ambele deținătoare ale titlurilor au fost una dintre campioanele primelor șase asociații, campioana (campioanele) următoarei (următoarelor) asociații clasate este, de asemenea, repartizată în Urna 1.

Cele 32 de echipe vor fi împărțite în 4 urne de câte 8 echipe.
- Urnele 2, 3 și 4 au conținut echipele rămase, repartizate pe baza coeficienților UEFA de club din 2018.[15]

În fiecare grupă, echipele au jucat una împotriva celeilalte acasă și în deplasare într-un format tur-retur. Câștigătoarele și echipele de pe locurile 2 din grupe au avansat în optimile de finală, în timp ce echipele clasate pe locul al treilea au intrat în șaisprezecimile de finală ale UEFA Europa League 2018-2019. Zilele de meci au fost 18-19 septembrie, 2-3 octombrie, 23-24 octombrie, 6-7 noiembrie, 27-28 noiembrie și 11-12 decembrie 2018.
Echipele de tineret ale cluburilor care s-au calificat în faza grupelor au participat, de asemenea, în Liga de Tineret UEFA 2018-2019 în aceleași zile de meci, unde au concurat pe ruta Ligii Campionilor UEFA (campioanele naționale de tineret ai primelor 32 de asociații au concurat pe o rută separată, Ruta campionilor naționali, până în play-off).
Un total de cincisprezece asociații naționale au fost reprezentate în faza grupelor. 1899 Hoffenheim, Steaua Roșie Belgrad (campioana europeană din 1991) și Young Boys și-au făcut debutul în faza grupelor (deși Steaua Roșie Belgrad mai participase în faza grupelor Cupei Campionilor Europeni).
| Urna 1 - Real Madrid - Atlético Madrid - Barcelona - Bayern München - Manchester City - Juventus - Paris Saint-Germain - Lokomotiv Moscova | Urna 2 - Borussia Dortmund - Porto - Manchester United - Șahtior Donețk - Benfica - Napoli - Tottenham Hotspur - Roma | Urna 3 - Liverpool - Schalke 04 - Lyon - Monaco - Ajax - ȚSKA Moscova - PSV - Valencia | Urna 4 - Viktoria Plzeň - Club Brugge - Galatasaray - Young Boys - Internazionale - Hoffenheim - Steaua Roșie Belgrad - AEK Atena |  |

| Reguli de clasare |
| --- |
| Echipele au fost clasate în funcție de punctele obținute (3 puncte pentru o victorie, 1 punct pentru o remiză, 0 puncte pentru o înfrângere), iar în caz de egalitate de puncte, s-au aplicat următoarele criterii de departajare, în ordinea dată, pentru a determina clasamentul (articolele 17.01 din regulament): 1. Puncte în meciuri directe între echipe aflate la egalitate; 2. Diferența de goluri în meciurile directe dintre echipele aflate la egalitate; 3. Goluri marcate în meciurile directe dintre echipele aflate la egalitate; 4. Golurile marcate în deplasare în meciurile directe dintre echipele aflate la egalitate; 5. În cazul în care mai mult de două echipe sunt la egalitate și, după aplicarea tuturor criteriilor de departajare de mai sus, un subset de echipe este în continuare la egalitate, toate criteriile de departajare de mai sus sunt aplicate din nou exclusiv acestui subset de echipe; 6. Diferența de goluri în toate meciurile din grupă; 7. Goluri marcate în toate meciurile din grupă; 8. Goluri marcate în deplasare în toate meciurile din grupă; 9. Victorii în toate meciurile din grupă; 10. Victorii în deplasare în toate meciurile din grupă; 11. Puncte disciplinare (cartonaș roșu = 3 puncte, cartonaș galben = 1 punct, eliminare pentru două cartonașe galbene într-un meci = 3 puncte); 12. Coeficientul UEFA pentru cluburi. |

### Grupa A
| Loc                                                                                          | Echipă            | Pct. | MJ | V | E | Î | GM | GP | DG  |  | DOR | ATM | BRU | MON |
| -------------------------------------------------------------------------------------------- | ----------------- | ---- | -- | - | - | - | -- | -- | --- |  | --- | --- | --- | --- |
| 1.                                                                                           | Borussia Dortmund | 13   | 6  | 4 | 1 | 1 | 10 | 2  | +8  |  | —   | 4–0 | 0–0 | 3–0 |
| 2.                                                                                           | Atlético Madrid   | 13   | 6  | 4 | 1 | 1 | 9  | 6  | +3  |  | 2–0 | —   | 3–1 | 2–0 |
| 3.                                                                                           | Club Brugge       | 6    | 6  | 1 | 3 | 2 | 6  | 5  | +1  |  | 0–1 | 0–0 | —   | 1–1 |
| 4.                                                                                           | Monaco            | 1    | 6  | 0 | 1 | 5 | 2  | 14 | −12 |  | 0–2 | 1–2 | 0–4 | —   |
| Legendă: Locurile 1, 2: Avansează în faza eliminatorie Locul 3: Transferată în Europa League |                   |      |    |   |   |   |    |    |     |  |     |     |     |     |

1. 1 2  Diferență de goluri în meciurile directe: Borussia Dortmund +2, Atlético Madrid –2.

### Grupa B
| Loc                                                                                          | Echipă            | Pct. | MJ | V | E | Î | GM | GP | DG |  | BAR | TOT | INT | PSV |
| -------------------------------------------------------------------------------------------- | ----------------- | ---- | -- | - | - | - | -- | -- | -- |  | --- | --- | --- | --- |
| 1.                                                                                           | Barcelona         | 14   | 6  | 4 | 2 | 0 | 14 | 5  | +9 |  | —   | 1–1 | 2–0 | 4–0 |
| 2.                                                                                           | Tottenham Hotspur | 8    | 6  | 2 | 2 | 2 | 9  | 10 | −1 |  | 2–4 | —   | 1–0 | 2–1 |
| 3.                                                                                           | Inter Milano      | 8    | 6  | 2 | 2 | 2 | 6  | 7  | −1 |  | 1–1 | 2–1 | —   | 1–1 |
| 4.                                                                                           | PSV Eindhoven     | 2    | 6  | 0 | 2 | 4 | 6  | 13 | −7 |  | 1–2 | 2–2 | 1–2 | —   |
| Legendă: Locurile 1, 2: Avansează în faza eliminatorie Locul 3: Transferată în Europa League |                   |      |    |   |   |   |    |    |    |  |     |     |     |     |

1. 1 2  Goluri marcate în deplasare în meciurile directe: Tottenham Hotspur 1, Inter Milano 0.

### Grupa C
| Loc                                                                                          | Echipă               | Pct. | MJ | V | E | Î | GM | GP | DG  |  | PAR | LIV | NAP | ZVE |
| -------------------------------------------------------------------------------------------- | -------------------- | ---- | -- | - | - | - | -- | -- | --- |  | --- | --- | --- | --- |
| 1.                                                                                           | Paris Saint-Germain  | 11   | 6  | 3 | 2 | 1 | 17 | 9  | +8  |  | —   | 2–1 | 2–2 | 6–1 |
| 2.                                                                                           | Liverpool            | 9    | 6  | 3 | 0 | 3 | 9  | 7  | +2  |  | 3–2 | —   | 1–0 | 4–0 |
| 3.                                                                                           | Napoli               | 9    | 6  | 2 | 3 | 1 | 7  | 5  | +2  |  | 1–1 | 1–0 | —   | 3–1 |
| 4.                                                                                           | Steaua Roșie Belgrad | 4    | 6  | 1 | 1 | 4 | 5  | 17 | −12 |  | 1–4 | 2–0 | 0–0 | —   |
| Legendă: Locurile 1, 2: Avansează în faza eliminatorie Locul 3: Transferată în Europa League |                      |      |    |   |   |   |    |    |     |  |     |     |     |     |

1. 1 2  Goluri marcate în toate meciurile din grupă: Liverpool 9, Napoli 7.

### Grupa D
| Loc                                                                                          | Echipă            | Pct. | MJ | V | E | Î | GM | GP | DG |  | POR | SCH | GAL | LOM |
| -------------------------------------------------------------------------------------------- | ----------------- | ---- | -- | - | - | - | -- | -- | -- |  | --- | --- | --- | --- |
| 1.                                                                                           | Porto             | 16   | 6  | 5 | 1 | 0 | 15 | 6  | +9 |  | —   | 3–1 | 1–0 | 4–1 |
| 2.                                                                                           | Schalke 04        | 11   | 6  | 3 | 2 | 1 | 6  | 4  | +2 |  | 1–1 | —   | 2–0 | 1–0 |
| 3.                                                                                           | Galatasaray       | 4    | 6  | 1 | 1 | 4 | 5  | 8  | −3 |  | 2–3 | 0–0 | —   | 3–0 |
| 4.                                                                                           | Lokomotiv Moscova | 3    | 6  | 1 | 0 | 5 | 4  | 12 | −8 |  | 1–3 | 0–1 | 2–0 | —   |
| Legendă: Locurile 1, 2: Avansează în faza eliminatorie Locul 3: Transferată în Europa League |                   |      |    |   |   |   |    |    |    |  |     |     |     |     |

### Grupa E
| Loc                                                                                          | Echipă         | Pct. | MJ | V | E | Î | GM | GP | DG  |  | BAY | AJX | BEN | AEK |
| -------------------------------------------------------------------------------------------- | -------------- | ---- | -- | - | - | - | -- | -- | --- |  | --- | --- | --- | --- |
| 1.                                                                                           | Bayern München | 14   | 6  | 4 | 2 | 0 | 15 | 5  | +10 |  | —   | 1–1 | 5–1 | 2–0 |
| 2.                                                                                           | Ajax           | 12   | 6  | 3 | 3 | 0 | 11 | 5  | +6  |  | 3–3 | —   | 1–0 | 3–0 |
| 3.                                                                                           | Benfica        | 7    | 6  | 2 | 1 | 3 | 6  | 11 | −5  |  | 0–2 | 1–1 | —   | 1–0 |
| 4.                                                                                           | AEK Atena      | 0    | 6  | 0 | 0 | 6 | 2  | 13 | −11 |  | 0–2 | 0–2 | 2–3 | —   |
| Legendă: Locurile 1, 2: Avansează în faza eliminatorie Locul 3: Transferată în Europa League |                |      |    |   |   |   |    |    |     |  |     |     |     |     |

### Grupa F
| Loc                                                                                          | Echipă          | Pct. | MJ | V | E | Î | GM | GP | DG  |  | MC  | LYO | SHK | HOF |
| -------------------------------------------------------------------------------------------- | --------------- | ---- | -- | - | - | - | -- | -- | --- |  | --- | --- | --- | --- |
| 1.                                                                                           | Manchester City | 13   | 6  | 4 | 1 | 1 | 16 | 6  | +10 |  | —   | 1–2 | 6–0 | 2–1 |
| 2.                                                                                           | Lyon            | 8    | 6  | 1 | 5 | 0 | 12 | 11 | +1  |  | 2–2 | —   | 2–2 | 2–2 |
| 3.                                                                                           | Șahtar Donețk   | 6    | 6  | 1 | 3 | 2 | 8  | 16 | −8  |  | 0–3 | 1–1 | —   | 2–2 |
| 4.                                                                                           | 1899 Hoffenheim | 3    | 6  | 0 | 3 | 3 | 11 | 14 | −3  |  | 1–2 | 3–3 | 2–3 | —   |
| Legendă: Locurile 1, 2: Avansează în faza eliminatorie Locul 3: Transferată în Europa League |                 |      |    |   |   |   |    |    |     |  |     |     |     |     |

### Grupa G
| Loc                                                                                          | Echipă         | Pct. | MJ | V | E | Î | GM | GP | DG |  | RMA | ROM | PLZ | ȚSKA |
| -------------------------------------------------------------------------------------------- | -------------- | ---- | -- | - | - | - | -- | -- | -- |  | --- | --- | --- | ---- |
| 1.                                                                                           | Real Madrid    | 12   | 6  | 4 | 0 | 2 | 12 | 5  | +7 |  | —   | 3–0 | 2–1 | 0–3  |
| 2.                                                                                           | Roma           | 9    | 6  | 3 | 0 | 3 | 11 | 8  | +3 |  | 0–2 | —   | 5–0 | 3–0  |
| 3.                                                                                           | Viktoria Plzeň | 7    | 6  | 2 | 1 | 3 | 7  | 16 | −9 |  | 0–5 | 2–1 | —   | 2–2  |
| 4.                                                                                           | ȚSKA Moscova   | 7    | 6  | 2 | 1 | 3 | 8  | 9  | −1 |  | 1–0 | 1–2 | 1–2 | —    |
| Legendă: Locurile 1, 2: Avansează în faza eliminatorie Locul 3: Transferată în Europa League |                |      |    |   |   |   |    |    |    |  |     |     |     |      |

1. 1 2  Puncte în meciurile directe: Viktoria Plzeň 4, ȚSKA Moscova 1.

### Grupa H
| Loc                                                                                          | Echipă            | Pct. | MJ | V | E | Î | GM | GP | DG |  | JUV | MU  | VAL | YB  |
| -------------------------------------------------------------------------------------------- | ----------------- | ---- | -- | - | - | - | -- | -- | -- |  | --- | --- | --- | --- |
| 1.                                                                                           | Juventus          | 12   | 6  | 4 | 0 | 2 | 9  | 4  | +5 |  | —   | 1–2 | 1–0 | 3–0 |
| 2.                                                                                           | Manchester United | 10   | 6  | 3 | 1 | 2 | 7  | 4  | +3 |  | 0–1 | —   | 0–0 | 1–0 |
| 3.                                                                                           | Valencia          | 8    | 6  | 2 | 2 | 2 | 6  | 6  | 0  |  | 0–2 | 2–1 | —   | 3–1 |
| 4.                                                                                           | Young Boys        | 4    | 6  | 1 | 1 | 4 | 4  | 12 | −8 |  | 2–1 | 0–3 | 1–1 | —   |
| Legendă: Locurile 1, 2: Avansează în faza eliminatorie Locul 3: Transferată în Europa League |                   |      |    |   |   |   |    |    |    |  |     |     |     |     |

## Faza eliminatorie

### Rezumat
|  | Optimi de finală      | Optimi de finală | Optimi de finală | Optimi de finală |                       |                   | Sferturi de finală | Sferturi de finală | Sferturi de finală | Sferturi de finală |  |  | Semifinale | Semifinale | Semifinale | Semifinale |  |  | Finala | Finala | Finala | Finala |
|  |                       |                  |                  |                  |                       |                   |                    |                    |                    |                    |  |  |            |            |            |            |  |  |        |        |        |        |
|  |                       |                  |                  |                  |                       |                   |                    |                    |                    |                    |  |  |            |            |            |            |  |  |        |        |        |        |
|  |                       |                  |                  |                  |                       |                   |                    |                    |                    |                    |  |  |            |            |            |            |  |  |        |        |        |        |
|  | Tottenham Hotspur     | 3                | 1                | 4                |                       |                   |                    |                    |                    |                    |  |  |            |            |            |            |  |  |        |        |        |        |
|  | Tottenham Hotspur     | 3                | 1                | 4                |                       |                   |                    |                    |                    |                    |  |  |            |            |            |            |  |  |        |        |        |        |
|  | Borussia Dortmund     | 0                | 0                | 0                |                       |                   |                    |                    |                    |                    |  |  |            |            |            |            |  |  |        |        |        |        |
|  | Borussia Dortmund     | 0                | 0                | 0                | Tottenham Hotspur (a) | 1                 | 3                  | 4                  |                    |                    |  |  |            |            |            |            |  |  |        |        |        |        |
|  |                       |                  |                  |                  | Tottenham Hotspur (a) | 1                 | 3                  | 4                  |                    |                    |  |  |            |            |            |            |  |  |        |        |        |        |
|  |                       | Manchester City  | 0                | 4                | 4                     |                   |                    |                    |                    |                    |  |  |            |            |            |            |  |  |        |        |        |        |
|  | Schalke 04            | Manchester City  | 0                | 4                | 4                     | 2                 | 0                  | 2                  |                    |                    |  |  |            |            |            |            |  |  |        |        |        |        |
|  | Schalke 04            |                  |                  |                  |                       | 2                 | 0                  | 2                  |                    |                    |  |  |            |            |            |            |  |  |        |        |        |        |
|  | Manchester City       | 3                | 7                | 10               |                       |                   |                    |                    |                    |                    |  |  |            |            |            |            |  |  |        |        |        |        |
|  | Manchester City       | 3                | 7                | 10               | Tottenham Hotspur (a) | 0                 | 3                  | 3                  |                    |                    |  |  |            |            |            |            |  |  |        |        |        |        |
|  |                       |                  |                  |                  | Tottenham Hotspur (a) | 0                 | 3                  | 3                  |                    |                    |  |  |            |            |            |            |  |  |        |        |        |        |
|  |                       | Ajax             | 1                | 2                | 3                     |                   |                    |                    |                    |                    |  |  |            |            |            |            |  |  |        |        |        |        |
|  | Ajax                  | Ajax             | 1                | 2                | 3                     | 1                 | 4                  | 5                  |                    |                    |  |  |            |            |            |            |  |  |        |        |        |        |
|  | Ajax                  |                  |                  |                  |                       | 1                 | 4                  | 5                  |                    |                    |  |  |            |            |            |            |  |  |        |        |        |        |
|  | Real Madrid           | 2                | 1                | 3                |                       |                   |                    |                    |                    |                    |  |  |            |            |            |            |  |  |        |        |        |        |
|  | Real Madrid           | 2                | 1                | 3                | Ajax                  | 1                 | 2                  | 3                  |                    |                    |  |  |            |            |            |            |  |  |        |        |        |        |
|  |                       |                  |                  |                  | Ajax                  | 1                 | 2                  | 3                  |                    |                    |  |  |            |            |            |            |  |  |        |        |        |        |
|  |                       | Juventus         | 1                | 1                | 2                     |                   |                    |                    |                    |                    |  |  |            |            |            |            |  |  |        |        |        |        |
|  | Atlético Madrid       | Juventus         | 1                | 1                | 2                     | 2                 | 0                  | 2                  |                    |                    |  |  |            |            |            |            |  |  |        |        |        |        |
|  | Atlético Madrid       |                  |                  |                  |                       | 2                 | 0                  | 2                  |                    |                    |  |  |            |            |            |            |  |  |        |        |        |        |
|  | Juventus              | 0                | 3                | 3                |                       |                   |                    |                    |                    |                    |  |  |            |            |            |            |  |  |        |        |        |        |
|  | Juventus              | 0                | 3                | 3                | Tottenham Hotspur     | Tottenham Hotspur | Tottenham Hotspur  | 0                  |                    |                    |  |  |            |            |            |            |  |  |        |        |        |        |
|  |                       |                  |                  |                  | Tottenham Hotspur     | Tottenham Hotspur | Tottenham Hotspur  | 0                  |                    |                    |  |  |            |            |            |            |  |  |        |        |        |        |
|  |                       | Liverpool        | Liverpool        | Liverpool        | 2                     |                   |                    |                    |                    |                    |  |  |            |            |            |            |  |  |        |        |        |        |
|  | Manchester United (a) | Liverpool        | Liverpool        | Liverpool        | 2                     | 0                 | 3                  | 3                  |                    |                    |  |  |            |            |            |            |  |  |        |        |        |        |
|  | Manchester United (a) |                  |                  |                  |                       | 0                 | 3                  | 3                  |                    |                    |  |  |            |            |            |            |  |  |        |        |        |        |
|  | Paris Saint-Germain   | 2                | 1                | 3                |                       |                   |                    |                    |                    |                    |  |  |            |            |            |            |  |  |        |        |        |        |
|  | Paris Saint-Germain   | 2                | 1                | 3                | Manchester United     | 0                 | 0                  | 0                  |                    |                    |  |  |            |            |            |            |  |  |        |        |        |        |
|  |                       |                  |                  |                  | Manchester United     | 0                 | 0                  | 0                  |                    |                    |  |  |            |            |            |            |  |  |        |        |        |        |
|  |                       | Barcelona        | 1                | 3                | 4                     |                   |                    |                    |                    |                    |  |  |            |            |            |            |  |  |        |        |        |        |
|  | Lyon                  | Barcelona        | 1                | 3                | 4                     | 0                 | 1                  | 1                  |                    |                    |  |  |            |            |            |            |  |  |        |        |        |        |
|  | Lyon                  |                  |                  |                  |                       | 0                 | 1                  | 1                  |                    |                    |  |  |            |            |            |            |  |  |        |        |        |        |
|  | Barcelona             | 0                | 5                | 5                |                       |                   |                    |                    |                    |                    |  |  |            |            |            |            |  |  |        |        |        |        |
|  | Barcelona             | 0                | 5                | 5                | Barcelona             | 3                 | 0                  | 3                  |                    |                    |  |  |            |            |            |            |  |  |        |        |        |        |
|  |                       |                  |                  |                  | Barcelona             | 3                 | 0                  | 3                  |                    |                    |  |  |            |            |            |            |  |  |        |        |        |        |
|  |                       | Liverpool        | 0                | 4                | 4                     |                   |                    |                    |                    |                    |  |  |            |            |            |            |  |  |        |        |        |        |
|  | Liverpool             | Liverpool        | 0                | 4                | 4                     | 0                 | 3                  | 3                  |                    |                    |  |  |            |            |            |            |  |  |        |        |        |        |
|  | Liverpool             |                  |                  |                  |                       | 0                 | 3                  | 3                  |                    |                    |  |  |            |            |            |            |  |  |        |        |        |        |
|  | Bayern München        | 0                | 1                | 1                |                       |                   |                    |                    |                    |                    |  |  |            |            |            |            |  |  |        |        |        |        |
|  | Bayern München        | 0                | 1                | 1                | Liverpool             | 2                 | 4                  | 6                  |                    |                    |  |  |            |            |            |            |  |  |        |        |        |        |
|  |                       |                  |                  |                  | Liverpool             | 2                 | 4                  | 6                  |                    |                    |  |  |            |            |            |            |  |  |        |        |        |        |
|  |                       | Porto            | 0                | 1                | 1                     |                   |                    |                    |                    |                    |  |  |            |            |            |            |  |  |        |        |        |        |
|  | Roma                  | Porto            | 0                | 1                | 1                     | 2                 | 1                  | 3                  |                    |                    |  |  |            |            |            |            |  |  |        |        |        |        |
|  | Roma                  |                  |                  |                  |                       | 2                 | 1                  | 3                  |                    |                    |  |  |            |            |            |            |  |  |        |        |        |        |
|  | Porto (d.p.)          | 1                | 3                | 4                |                       |                   |                    |                    |                    |                    |  |  |            |            |            |            |  |  |        |        |        |        |
|  | Porto (d.p.)          | 1                | 3                | 4                |                       |                   |                    |                    |                    |                    |  |  |            |            |            |            |  |  |        |        |        |        |

### Optimi de finală
| Echipa 1          | Scor gen. | Echipa 2            | Tur | Retur |
| ----------------- | --------- | ------------------- | --- | ----- |
| Schalke 04        | 2–10      | Manchester City     | 2–3 | 0–7   |
| Atlético Madrid   | 2–3       | Juventus            | 2–0 | 0–3   |
| Manchester United | 3–3       | Paris Saint-Germain | 0–2 | 3–1   |
| Tottenham Hotspur | 4–0       | Borussia Dortmund   | 3–0 | 1–0   |
| Lyon              | 1–5       | Barcelona           | 0–0 | 1–5   |
| Roma              | 3–4       | Porto               | 2–1 | 1–3   |
| Ajax              | 5–3       | Real Madrid         | 1–2 | 4–1   |
| Liverpool         | 3–1       | Bayern München      | 0–0 | 3–1   |

### Sferturi de finală
| Echipa 1          | Scor gen. | Echipa 2        | Tur | Retur |
| ----------------- | --------- | --------------- | --- | ----- |
| Ajax              | 3–2       | Juventus        | 1–1 | 2–1   |
| Liverpool         | 6–1       | Porto           | 2–0 | 4–1   |
| Tottenham Hotspur | 4–4 (a)   | Manchester City | 1–0 | 3–4   |
| Manchester United | 0–4       | Barcelona       | 0–1 | 0–3   |

### Semifinale
| Echipa 1          | Scor gen. | Echipa 2  | Tur | Retur |
| ----------------- | --------- | --------- | --- | ----- |
| Tottenham Hotspur | 3–3 (a)   | Ajax      | 0–1 | 3–2   |
| Barcelona         | 3–4       | Liverpool | 3–0 | 0–4   |

### Finala
| Tottenham Hotspur | 0–2    | Liverpool                     |
| ----------------- | ------ | ----------------------------- |
|                   | Raport | - Salah 2' (pen.) - Origi 87' |